# Hall of Names

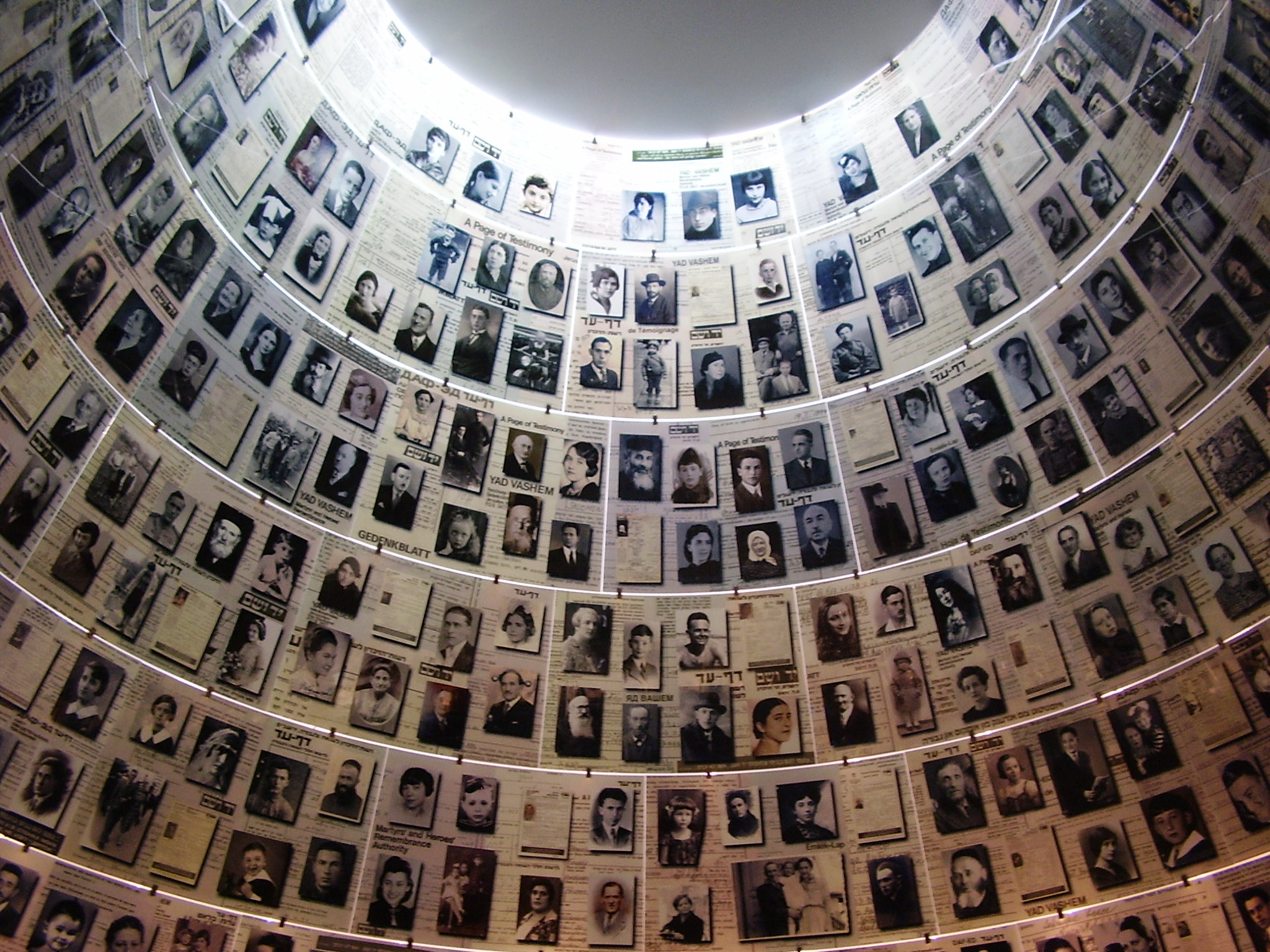
Hall of Names

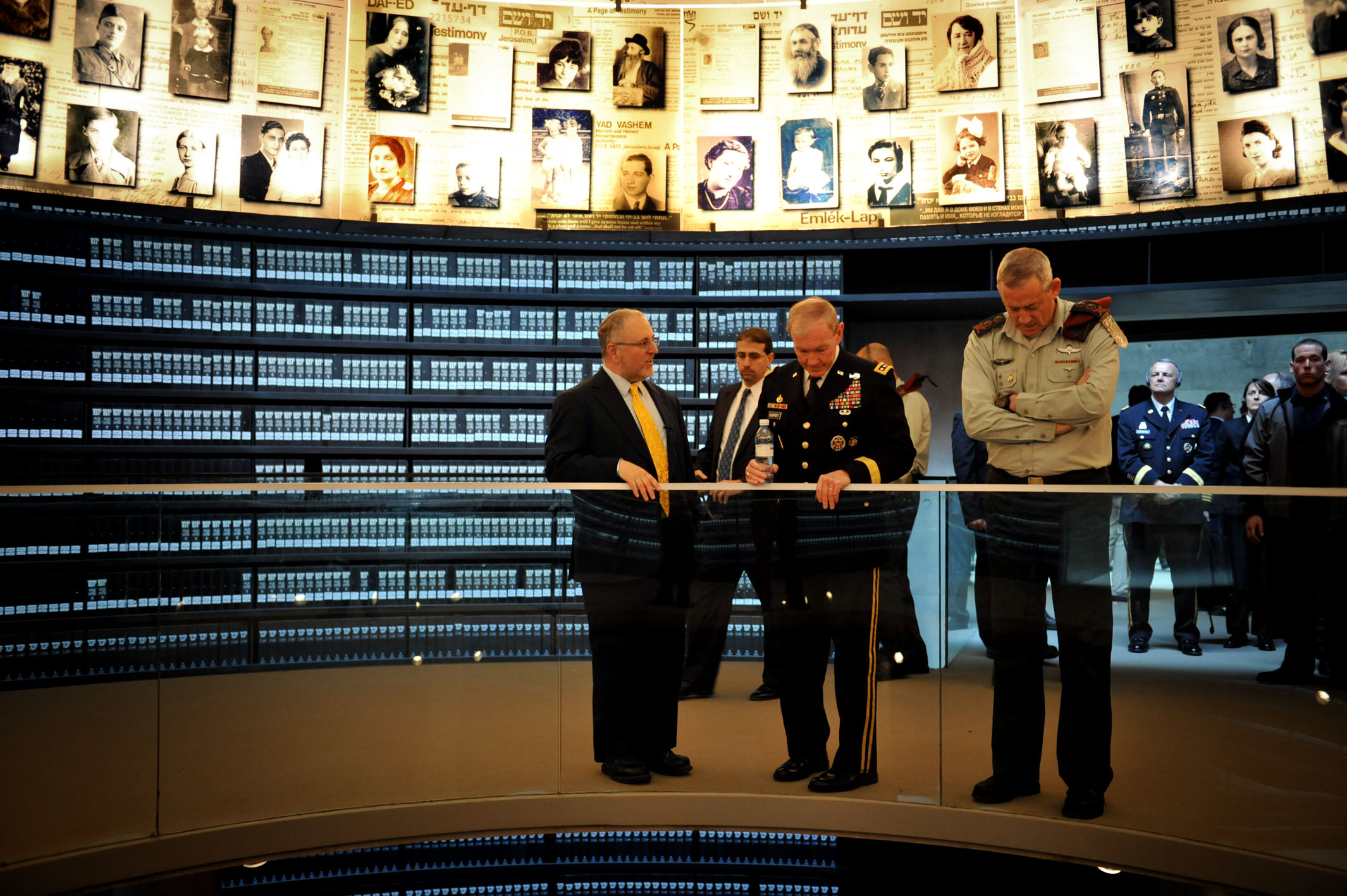

De Hall of Names is een ruimte in  Jad Wasjem, de officiële staatsinstelling van Israël voor het herdenken van de Joodse slachtoffers van de Holocaust en de redders van Joden. De instelling is gevestigd in Jeruzalem.  
In de Hall of Names worden de individuele slachtoffers van de holocaust herdacht. 
Om de informatie over de slachtoffers toegankelijk te maken, wordt sinds de jaren '90 sterk ingezet op digitalisering van informatie, en de databank van de Hall of Names bevat op dit ogenblik ongeveer 4,5 miljoen namen van slachtoffers.